# スーパーロボット大戦IMPACT
『スーパーロボット大戦IMPACT』（スーパーロボットたいせんインパクト）は、バンプレストから発売されたシミュレーションRPG。
キャッチコピーは「今、銀河を『衝撃』が駆け抜ける。」。

## 概要
SDで表現されたロボットたちが競演するクロスオーバー作品「スーパーロボット大戦シリーズ」の一つ。同シリーズ初のPlayStation 2用ソフトである。正式公表はされていないが、シリーズ内シリーズであるCOMPACTシリーズの2作目『スーパーロボット大戦COMPACT2』3部作（以下『COMPACT2』）のシナリオやシステム、登場作品、主人公キャラクターなどがほぼ踏襲されており、実質上のリメイク作品にあたる。
『COMPACT2』3部作を1本にまとめているため、全101話と長いストーリーが特徴。シナリオは大筋では同じだが、新たに『機動戦艦ナデシコ』・『機動武闘伝Gガンダム』を加えたため練り直され、特に第3部では新たな分岐が追加されるなど大きく異なる部分もある。
企画時のタイトルは『スーパーロボット大戦 撃』だったが、「漢字はさすがにないだろう」ということで「撃」を英語にした現在のタイトルになった。「PlayStation Awards 2002」において、ゴールドプライズ（累計出荷本数50万本以上100万本未満のタイトルに対して贈られる）を受賞。

## 参戦作品

### 一覧
☆マークは据え置き型機初参戦作品。Vマークは音声付きシリーズ作品に初参戦。
- 超獣機神ダンクーガ
- ☆Vマシンロボ クロノスの大逆襲
- ☆V破邪大星ダンガイオー
- ☆V機動戦艦ナデシコ
- ☆V忍者戦士飛影
- 機動戦士ガンダム
- V機動戦士ガンダム 第08MS小隊
- 機動戦士ガンダム0080 ポケットの中の戦争
- 機動戦士ガンダム0083 STARDUST MEMORY
- 機動戦士Ζガンダム
- 機動戦士ガンダムΖΖ
- 機動戦士ガンダム 逆襲のシャア
- 機動戦士ガンダムF91
- 機動武闘伝Gガンダム
- 無敵鋼人ダイターン3
- V無敵超人ザンボット3
- 聖戦士ダンバイン
- マジンガーZ
- グレートマジンガー
- UFOロボ グレンダイザー
- ゲッターロボ
- ゲッターロボG
- 真・ゲッターロボ（原作漫画版）
- 超電磁ロボ コン・バトラーV
- 勇者ライディーン
- バンプレストオリジナル

### 解説
『COMPACT2』からの「80年代ロボットアニメのテイスト復活」というテーマを継承しつつ、新たに90年代の作品である『機動戦艦ナデシコ』『機動武闘伝Gガンダム』の2作品が加わっている。なお、本作には新規参戦作品はない。
『COMPACT2』には登場していた『New Story of Aura Battler DUNBINE』のユニットは本作には登場しない。 

### パッケージ登場機体
- バイカンフー（マシンロボ クロノスの大逆襲）
- エステバリス・0Gアキト（機動戦艦ナデシコ）
- 飛影（忍者戦士飛影）
- 真・ゲッター1（真・ゲッターロボ）
- コン・バトラーV（超電磁ロボ コン・バトラーV）
- ライディーン（勇者ライディーン）
- ゴッドガンダム（機動武闘伝Gガンダム）
- ダンガイオー（破邪大星ダンガイオー）

## システム
ここでは、本作特有のシステムや新規追加・変更されたシステムについて解説する。シリーズ共通のシステムについてはスーパーロボット大戦シリーズのシステムを参照。
基本的には『COMPACT2』のシステムを踏襲するが、『スーパーロボット大戦α』などのシステムも加え、ブラッシュアップがなされている。また、データの引き継ぎは廃止となり、第1部→第2部→第3部と連続したプレイができるようになった。
スキルコーディネイトは規定ターン以内のMAPクリア以外に、特定の条件を満たすと新しいスキルが入手できるようになった。また、個人情報に応じて精神コマンドが変化するパーソナルデータテーブルは、PS2本体に個人情報を記録することができないため、廃止されている。
シールド耐久値
『スーパーロボット大戦A』からのシステムだが、本作では回数制のダメージ軽減効果に変更された。パイロットの特殊技能「防御」レベルが高いほどダメージ軽減量が増え、また回数はユニット改造で増やすことができる。なお、シールドのダメージ軽減量を超えなければ回数は減らない。
同時攻撃
「統率」技能のあるユニットに対して発生する特殊な援護攻撃。通常の援護攻撃と異なり画面が上下2分割され同時に攻撃を行う。援護される側、する側ともに必ずクリティカルとなる。
戦艦援護
出撃せずに戦艦に残ったユニットが援護を行うシステム。普通の援護では援護に入ったユニットに経験値が入らないが、この場合のみ援護に参加したユニットにも経験値が入るようになっている。慢性的な出撃枠不足への対策として生まれた。
地形破壊
本作では、一部のMAP上に敵ユニット以外に攻撃可能なオブジェクトが出現する。壁を攻撃して破壊することで新たな通路が開けたり、隠されたコンテナを発見できる。地形を破壊することが作戦目的となっているMAPもある。

## オリジナルキャラクター
主人公
以下の記載は人物名 / 初期搭乗機名とする。

- 男主人公 キョウスケ・ナンブ / アルトアイゼン（第1部・第3部）
- 女主人公 エクセレン・ブロウニング / ヴァイスリッター（第2部・第3部）

主人公の選択ができないため、第1部から通してプレイする必要がある（第3部で男女の主人公が合流する）。
キャラクターや搭乗機体の設定は、ドラマCD『スーパーロボット大戦α ORIGINAL STORY』と同様のものに変更されている。また、『COMPACT2』で行えた主人公名、および機体の名前変更はできなくなった。
アインスト（敵対勢力）

- アインスト・アルフィミィ
- ノイ・レジセイア

アルフィミィは『COMPACT2』には登場しておらず、新規で追加されたキャラクターである。

## スタッフ
プロデューサー
森住惣一郎
じっぱひとからげ
菊池博
寺田貴信
オリジナルメカデザイン
斉藤和衛
森野健一郎
オリジナルキャラクターデザイン
河野さち子
構成・脚本
森住惣一郎
川上登美雄
水谷正和

## 主題歌
オープニングテーマ「GO!!」
作詞：影山ヒロノブ / 作・編曲：河野陽吾 / 歌：JAM Project
エンディングテーマ「DEPARTURE」
作詞：影山ヒロノブ / 作曲：影山ヒロノブ・河野陽吾 / 編曲：河野陽吾 / 歌：JAM Project
CMソング「Machine Soul〜奇跡を呼ぶIMPACT POWER〜」
作詞：しまざきなおと・花輪幸弥 / 作曲：笠松美樹 / 歌：児玉国広
本作のOPテーマとCMソングは、後の『スーパーロボット大戦OG ORIGINAL GENERATIONS』でアレンジの上（「GO!! Ver.OG」「MACHINE SOUL Ver.OG」として）BGMとして収録されている。また、CMソングは『無限のフロンティアEXCEED スーパーロボット大戦OGサーガ』に妖精機フェイクライドのBGMとして採用された。
CMソング「Machine Soul〜奇跡を呼ぶIMPACT POWER〜」は主題歌「GO!!」がスケジュールの都合上PV第1弾に間に合わないため、つなぎとして急遽制作された曲で、スタッフの間での仮称は「インパクトパワー」となっていた。後に『スーパーロボット大戦ORIGINAL GENERATION2』のPVソングとして一部の歌詞を変更した上で田村美穂が歌唱する「Machine Soul 2005」として流用されている。

## プロモーション

### テレビCM
Machine Soulバージョン
CMソング「Machine Soul〜奇跡を呼ぶIMPACT POWER〜」にのせてゲーム映像が流れるバージョン。ナレーションは檜山修之。
GO!!バージョン
オープニングテーマ「GO!!」にのせてゲーム映像が流れるバージョン。ナレーションは遠藤守哉。
精神コマンドバージョン
人気の無い場所にたたずんだ松永裕子が、精神コマンドの名前を読み上げるバージョン。

### ラジオCM
ラジオCMは『機動戦士ガンダム 第08MS小隊』のシロー・アマダ役の檜山修之とアイナ・サハリン役の井上喜久子の2人による掛け合い（基本的に同アニメのパロディ）であった。

### 購入特典
予約特典は「スーパーロボット大戦IMPACT Special 特別編集DVD」。本作の特別編集PVに加え、通常のPVやテレビおよびラジオのCMを収録している。

## 関連商品

### 攻略本
- スーパーロボット大戦IMPACT パーフェクトガイド ISBN 9784797320039
- スーパーロボット大戦IMPACT ザ・コンプリート ISBN 9784840219297
- スーパーロボット大戦IMPACT DEEP FILE ISBN 9784575163223
- スーパーロボット大戦IMPACT パーフェクトバイブル ISBN 9784757708815
- スーパーロボット大戦IMPACT 鋼鉄の聖書 ISBN 9784840105705
- スーパーロボット大戦IMPACT SUPER FIGHTING PLAN 超絶戦闘伝導書 ISBN 9784087791686

### コミック
衝撃騎士団-インパクトナイツ-
双葉社、作：環望、スーパーロボットマガジン連載。アクションコミックス全1巻。ISBN 9784575938388
ゲーム本編の漫画化。
スーパーロボット大戦IMPACT 4コマ戦線
2002年7月12日初版、双葉社、アクションコミックス。ISBN 9784575937855
複数作家による二次創作4コマ漫画。
スーパーロボット大戦IMPACT 4コマ戦線2
2002年10月12日初版、双葉社、アクションコミックス。ISBN 9784575937985
複数作家による二次創作4コマ漫画。
スーパーロボット大戦IMPACT 4コマギャグバトル
2002年7月10日初版、光文社、火の玉ゲームコミックシリーズ。ISBN 9784334805609
複数作家による二次創作4コマ漫画。
スーパーロボット大戦IMPACT 4コマギャグバトル 銀河突撃編
2002年9月10日初版、光文社、火の玉ゲームコミックシリーズ。ISBN 9784334805654
複数作家による二次創作4コマ漫画。
スーパーロボット大戦IMPACT コミックアンソロジー
2002年8月10日初版、光文社、火の玉ゲームコミックシリーズ。ISBN 9784334805623
複数作家による二次創作短編漫画。
スーパーロボット大戦IMPACT コミックアンソロジー 天翔る戦士たち
2002年10月10日初版、光文社、火の玉ゲームコミックシリーズ。ISBN 9784334805661
複数作家による二次創作短編漫画。
スーパーロボット大戦IMPACT 4コマKINGS
2002年8月15日初版、一迅社、DNAメディアコミックス。ISBN 9784758000604
複数作家による二次創作4コマ漫画。
スーパーロボット大戦IMPACT 4コマKINGS VOL.2
2003年1月15日初版、一迅社、DNAメディアコミックス。ISBN 9784758000796
複数作家による二次創作4コマ漫画。
スーパーロボット大戦IMPACT コミックアンソロジー
2002年7月15日初版、一迅社、DNAメディアコミックス。ISBN 9784758000499
複数作家による二次創作短編漫画。
スーパーロボット大戦IMPACT コミックアンソロジー VOL.2
2003年2月15日初版、一迅社、DNAメディアコミックス。ISBN 9784758000840
複数作家による二次創作短編漫画。
スーパーロボット大戦IMPACT アンソロジーコミック1
2002年8月6日初版、エンターブレイン、ブロスコミックスEX。ISBN 9784757709447
複数作家による二次創作短編漫画。
スーパーロボット大戦IMPACT アンソロジーコミック2
2002年10月9日初版、エンターブレイン、ブロスコミックスEX。ISBN 9784757710191
複数作家による二次創作短編漫画。

### CD
スーパーロボット大戦IMPACT オリジナルサウンドトラック
2002年5月22日発売 ランティス
本編BGMを収録したサウンドトラックCD。